# Windham (Connecticut)
Pour les articles homonymes, voir Windham.
Windham est une ville américaine située dans le comté de Windham au Connecticut.
Windham devient une municipalité en 1692. Son nom fait référence à la ville anglaise de Wymondham, proche de Hingham, d'où étaient originaires ses premiers habitants.

## Démographie
| 1820  | 1840  | 1850  | 1860  | 1870  | 1880  |
| ----- | ----- | ----- | ----- | ----- | ----- |
| 2 489 | 3 382 | 4 503 | 4 243 | 5 412 | 8 264 |

| 1890   | 1900  | 1910   | 1920   | 1930   | 1940   |
| ------ | ----- | ------ | ------ | ------ | ------ |
| 10 032 | 8 937 | 12 604 | 13 801 | 13 773 | 13 824 |

| 1950   | 1960   | 1970   | 1980   | 1990   | 2000   |
| ------ | ------ | ------ | ------ | ------ | ------ |
| 15 884 | 16 973 | 19 626 | 21 062 | 22 039 | 22 857 |

| 2010   | - | - | - | - | - |
| ------ | - | - | - | - | - |
| 25 268 | - | - | - | - | - |

Selon le recensement de 2010, Windham compte 25 268 habitants. La municipalité s'étend sur 27,9 milles carrés (72,26 km2), dont 0,92 milles carrés (2,38 km2) d'étendues d'eau.